# Domus de janas di Sa Rocca 'e su Lampu
La domus de janas di Sa Rocca 'e su Lampu è un monumento archeologico funerario situato in territorio di Florinas, nella Sardegna nord-occidentale. Ubicata sull'orlo di un tavolato calcareo, si affaccia sulla lunga valle dei Giunghi, un'area ricca di testimonianze che documentano la continuità dell'insediamento umano fin dalla preistoria.

La tomba è del genere "a prospetto architettonico", una tipologia di domus presente quasi esclusivamente nel Sassarese e quantificata in numero di 90 unità, caratterizzata dal prospetto che riproduce un'imitazione della stele centinata tipica delle tombe dei giganti.

## Descrizione
La domus è scavata in una parete di calcare quasi a strapiombo sulla valle sottostante. Presenta un prospetto alto 2,60 m raffigurante una stele semplice, priva delle classiche scorniciature, levigata dagli agenti atmosferici o forse intenzionalmente dall'uomo. Sulla parte alta sono presenti tre fori di 15–16 cm di diametro per 9–14 cm di profondità, atti presumibilmente ad ospitare piccoli betili in pietra o legno.
Nella parte bassa del monumento è presente l'esedra, semicircolare, lunga 7,40 metri dove scorre un sedile di 0,40 x 0,25 m di altezza. Al centro si apre il portello di ingresso, oggi largo 1,35 e alto 1,30 m ma originariamente più stretto, attraverso il quale si accede al vano funerario. Come la gran parte delle domus a prospetto architettonico realizzate ex novo è dotata di una sola camera; questa ha pianta semi ellittica (2,35 x 3,00 m) e profilo circolare con altezza massima di 0,83 m. Al suo interno sulla sinistra si apre un'ampia nicchia della quale sfugge la funzione ma che presumibilmente veniva utilizzata per depositarvi oggetti votivi.
Il monumento, oggetto di studio da parte dell'archeologo Paolo Melis a fine secolo scorso, può essere ascritto alla cultura di Ozieri, nel Neolitico recente (3500/3300-2900 a.C.).

## Galleria d'immagini

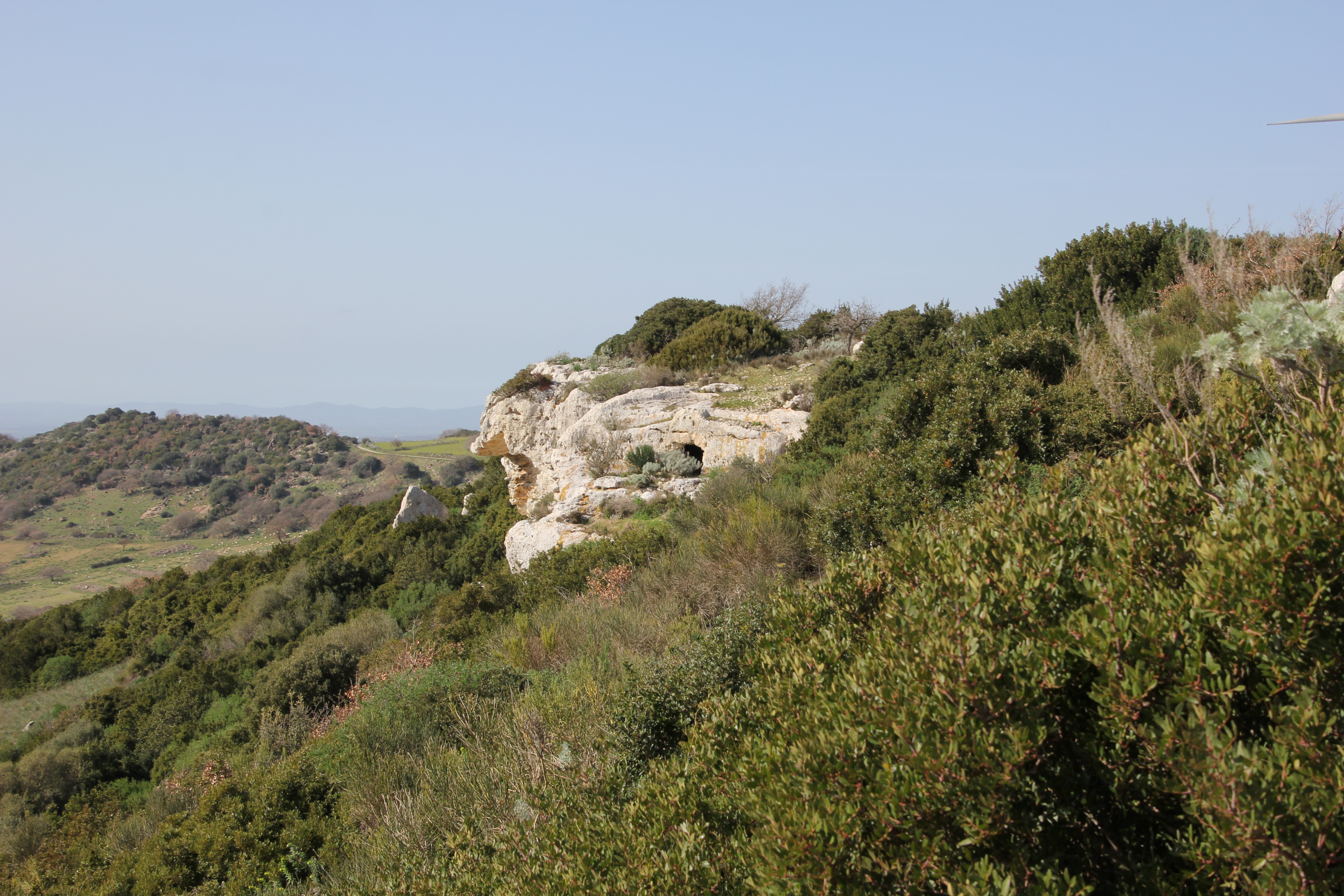
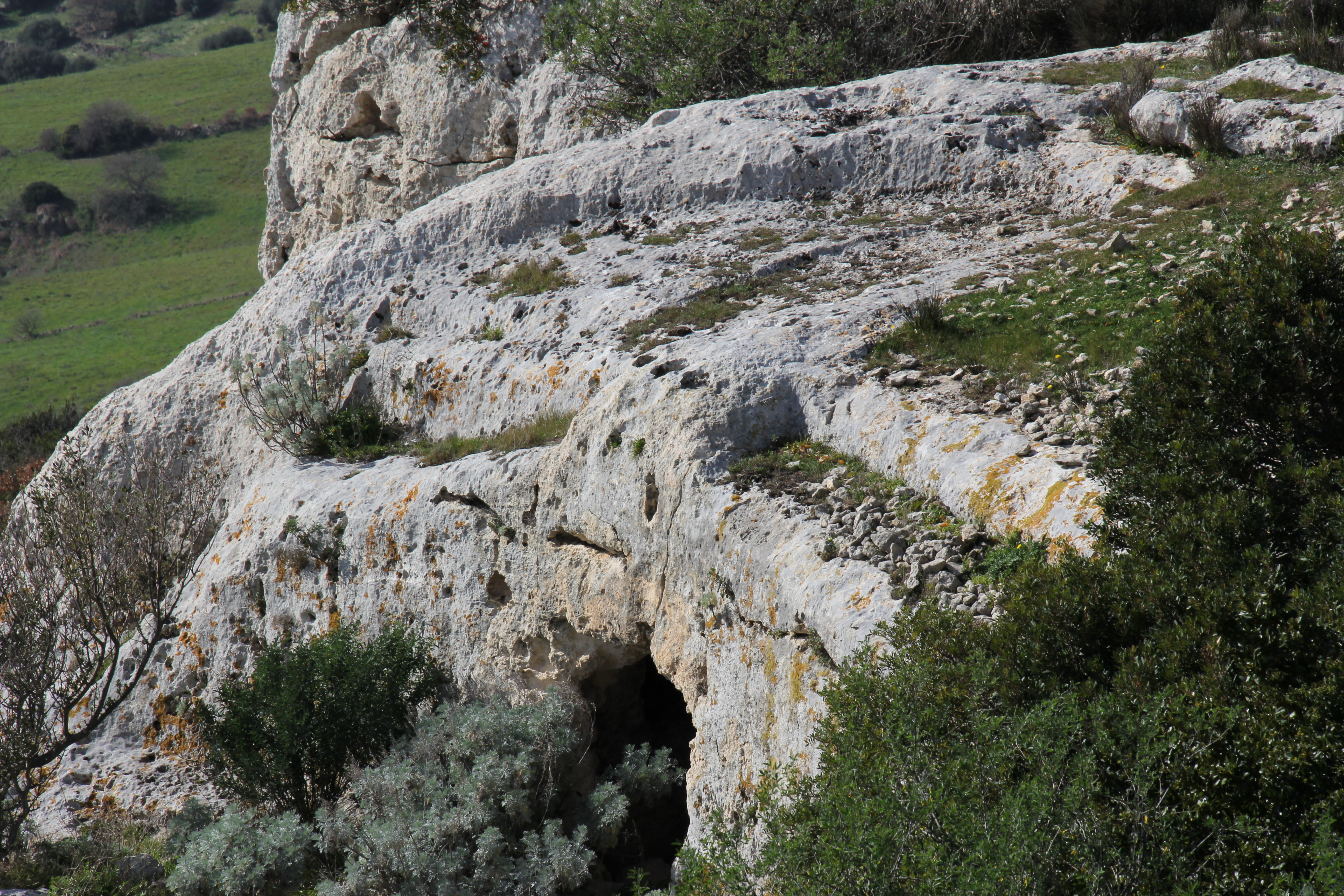
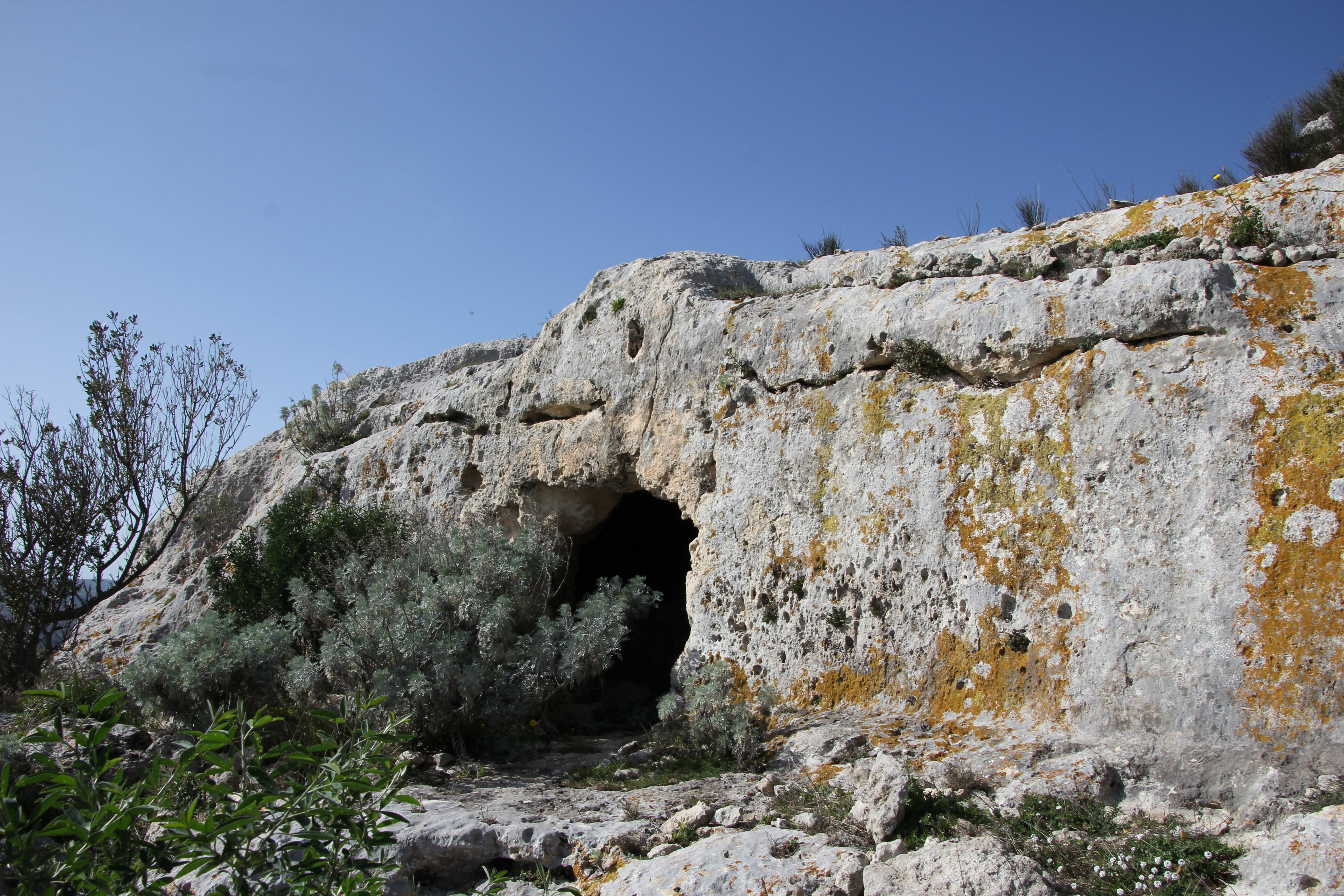
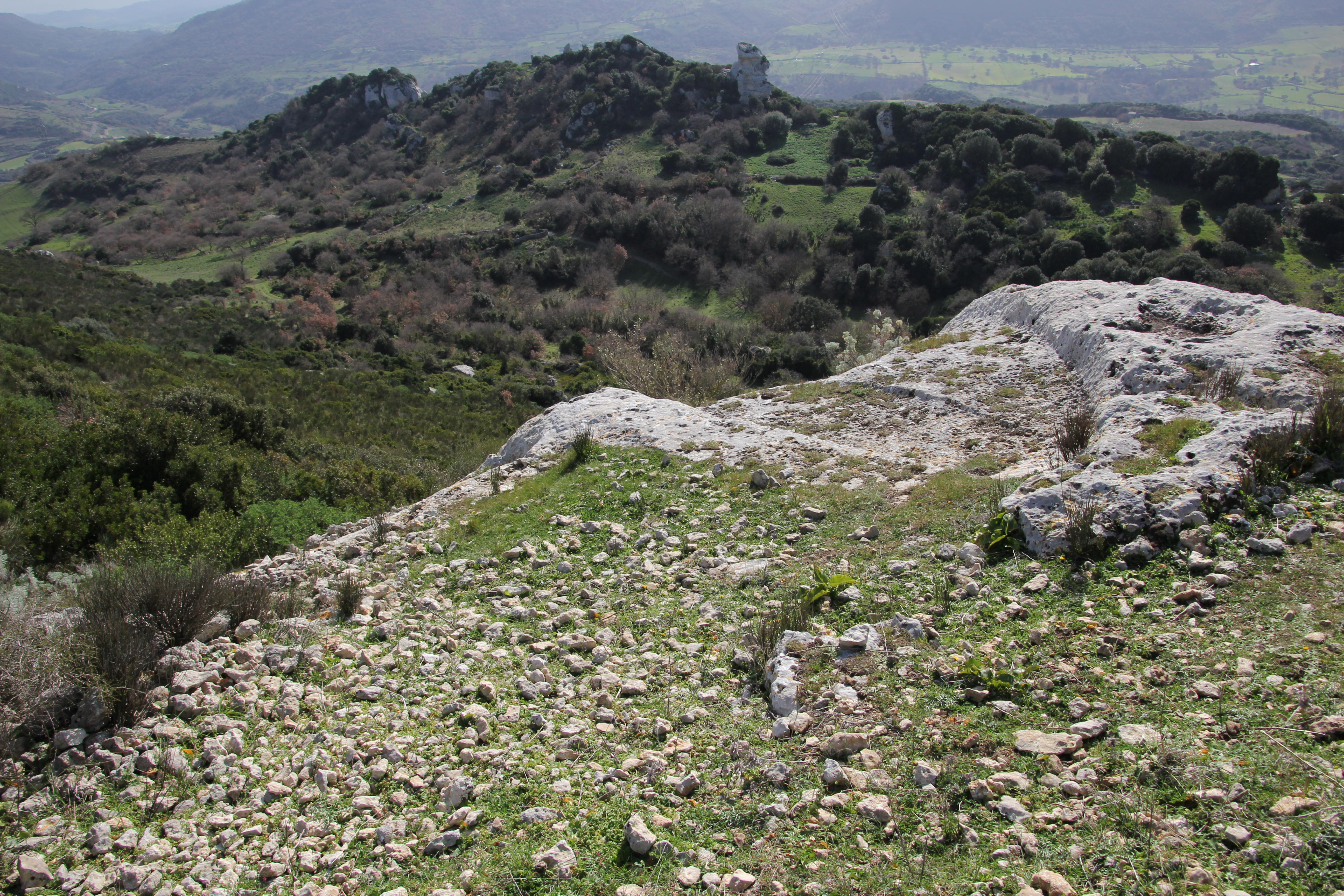
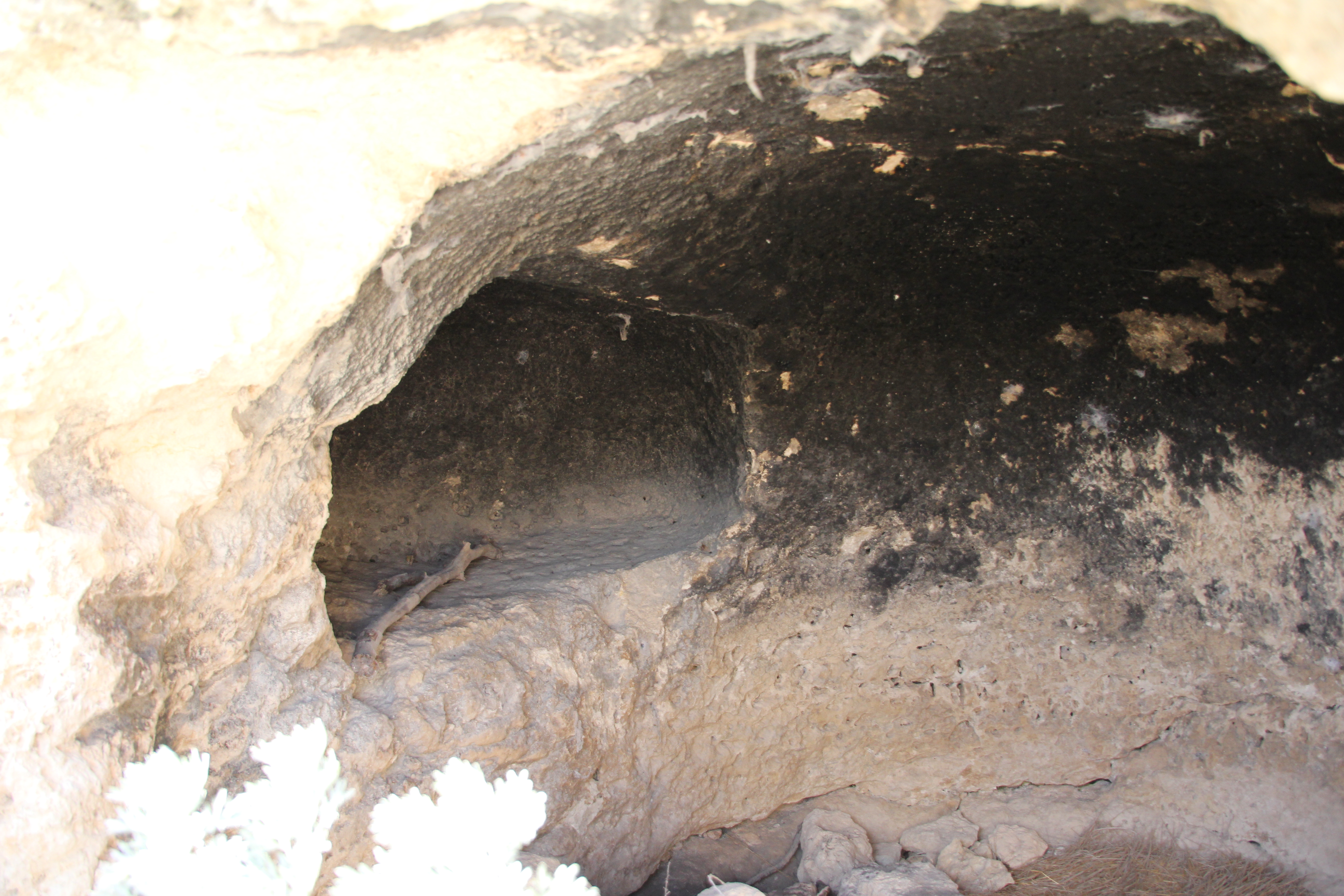